# Ra'anan Levy
Pour les articles homonymes, voir Levy.
Ra'anan Levy, né le 1er mars 1954 à Jérusalem et mort le 2 juin 2022 à Paris, est un artiste franco-israélien vivant entre Paris et Florence.

## Biographie
Ra'anan Levy est né en 1954 à Jérusalem en Israël.
Il a grandi en Israël au sein d'une famille juive syrienne. Son grand-père fut rédacteur en chef de l'un des principaux quotidiens de Damas[Lequel ?].
Il est libéré de ses obligations militaires après le conflit de 1973.
Entre 1975 et 1979, il étudie à l'Accademia di Belle Arti de Rome puis de Florence. Il s'inscrit simultanément au Santa Reparata Graphic Art Center de Florence. De 1980 à 1982, il poursuit des études en histoire générale et histoire de pays musulmans à l'université hébraïque de Jérusalem. De 1982 à 1984, il est nommé artiste en résidence à l'académie royale des beaux-arts d'Amsterdam. En 1987, il obtient une bourse de la Fondation de France.
En 2006, le musée Maillol organise la première rétrospective de ses œuvres, exposition qui sera ensuite présentée dans plusieurs musées de par le monde (musée d'art de Tel Aviv, musée Russe à Saint-Pétersbourg, Janos Gat Gallery).
Fin 2019, la Fondation Marguerite et Aimé Maeght à  Saint-Paul-de-Vence organise une grande exposition de son oeuvre.
En 2020, la Pinacothèque de Luxembourg organise une exposition personnelle intitulée "Ra'anan Levy - The Mirror Test" qui sera la dernière exposition de peinture organisée du vivant de l'artiste.
Il meurt à Paris le 2 juin 2022, à l'âge de 68 ans,. 

## Œuvre

### Expositions personnelles
- 2020 - Ra'anan Levy - The Mirror Test. 11 janvier - 6 juin 2020. La Pinacothèque de Luxembourg
- 2019 - Ra'anan Levy - L'Epreuve du Miroir. 7 décembre 2019 - 8 mars 2020. Fondation Maeght, Saint-Paul de Vence. Commissaire d'exposition : Hervé Lancelin
- 2016 - Ra'anan Levy - Fata Morgana. 20 février - 15 mai 2016. Galerie Hervé Lancelin
- 2015 - Ra'anan Levy : La Suite. 11 septembre - 31 octobre 2015. Galerie Maeght, Paris
- 2011 - Ra'anan Levy : Passages du temps. 9 novembre 2011 - 12 février 2012. Fondation Dina Vierny - Musée Maillol, Paris[1]
- 2009 − Ra‘anan Levy, l’atelier de Gulliver. 28 mai - 12 septembre 2009. Galerie Pièce Unique, Paris[1]
- 2006 − Ra‘anan Levy, la chambre double. Fondation Dina Vierny – Musée Maillol, Paris[1]
- 2003 − Ra‘anan Levy: Paintings and Works on Paper. Crane Kalman Gallery, Londres  ; Ra‘anan Levy. Gordon Gallery, Tel-Aviv[1]
- 1993 − Ra‘anan Levy: Recent Paintings. Crane Kalman Gallery, Londres[1]
- 1991 − Rabello Anstalt, Zurich[1]
- 1987 − Gordon Gallery, Tel-Aviv[1]

### Expositions collectives
- Galerie Dina Vierny, "70 ans déjà". 25 janvier - 24 mars. Paris, 2017.
- Galerie Hervé Lancelin[7], "10 artistes - 10 oeuvres". 15 novembre 2014 - 17 janvier 2015.

### Collections publiques
- Bibliothèque nationale de France, Paris
- Fondation Maeght, Saint-Paul-de-Vence
- Galleria degli Uffizi, Florence
- The Israel Museum, Musée d'Israël, Jérusalem
- Tel Aviv Museum of Art
- Victoria and Albert Museum, Londres

### Prix et distinctions
- Eugen Kolb Prize for Israeli Graphic Art, Fondation Kolb et Tel Aviv Museum of Art.
- Chevalier de l'ordre des Arts et des Lettres, France, 2014